# Clinton Rickards
Clinton Rickards es un deportista neozelandés que compitió en judo. Ganó dos medallas de plata en el Campeonato de Oceanía de Judo de 1985, en las categorías de +95 kg y abierta.

## Palmarés internacional
| Campeonato de Oceanía | Campeonato de Oceanía    | Campeonato de Oceanía | Campeonato de Oceanía |
| Año                   | Lugar                    | Medalla               | Categoría             |
| --------------------- | ------------------------ | --------------------- | --------------------- |
| 1985                  | Auckland (Nueva Zelanda) | Medalla de plata      | +95 kg                |
| 1985                  | Auckland (Nueva Zelanda) | Medalla de plata      | Abierta               |